# S:t Olofsbron
S:t Olofsbron är en bro över Fyrisån i centrala Uppsala. Över bron går Sankt Olofsgatan. Bron är en 30 meter lång och 18 meter bred balkbro av förspänd betong.
På platsen där S:t Olofsbron idag ligger fanns det eventuellt en bro under namnet Svartbäckssmäcken under 1500-talet. Nästa kända bro på platsen var en hängbro av trä som uppfördes av Olof Rudbeck d.ä. år 1666. Denna bro verkar dock ha förfallit tämligen snabbt och spolades slutligen bort med vårfloden 1683. Eventuellt uppfördes ytterligare en bro på platsen men om så är fallet så brann den troligtvis under stadsbranden i Uppsala 1702. 
År 1848 invigdes Jernbron på den platsen där S:t Olofsbron idag är belägen. Bron var mycket efterlängtad då det ända sedan början på 1700-talet inte hade funnits någon bro över ån norr om kvarnfallet. 1953 stängdes Jernbron för motortrafik och 1964 monterades den ner. Istället uppfördes då den nuvarande bron med namnet S:t Olofsbron. I samband med det bytte den gata som tidigare korsat Jernbron och gått under namnet Jernbrogatan namn till Sankt Olofsgatan efter ett äldre namn på gatans sträckning väster om ån. 1987 återuppfördes Jernbron en stycke längre norrut längs ån.